# Vie (jeu vidéo)
Pour les articles homonymes, voir Vie (homonymie).

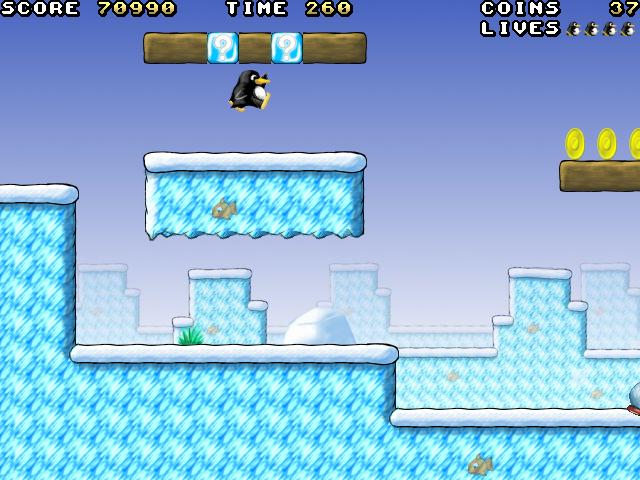
Système de vie classique dans un jeu vidéo

Dans le jeu vidéo, une vie décompte les chances qu'à le joueur de réessayer une séquence de jeu, sans devoir le recommencer en entier. Ce système est très présent sur les bornes d'arcade.

## Principe
Dans certains genres de jeu-vidéo, comme les jeux de plateformes et les beat them up, le joueur contrôle un personnage et doit l'amener à surmonter des obstacles pour avancer dans le jeu. En cas d'échec, le personnage peut mourir, forçant le joueur à recommencer la séquence de jeu. Dans certains de ces jeux, le nombre de fois où le joueur peut recommencer est limité, le terme « vie » désigne alors cette limite ; lorsqu'un personnage meurt, on dit que le joueur « perd une vie ». Lorsqu'un joueur a perdu toutes ses vies, c'est la fin de partie. Certains jeux disposent d'un « continue », une option permettant de ne pas recommencer une partie depuis le début, par exemple en payant rapidement pour une nouvelle partie sur borne d'arcade, ou en utilisant de la monnaie virtuelle obtenue par des micropaiements dans les free-to-play.
La plupart des jeux fonctionnant avec un système de « vie » permettent toutefois au joueur d'acquérir des vies supplémentaires par divers moyens, comme des bonus permettant de gagner directement une ou plusieurs vies, ou par la récupération d'un certain nombre d'items (généralement cent, comme 100 bananes dans Donkey Kong Country ou 100 anneaux dans Sonic), ce qui augmente ses chances de progresser dans le jeu.
Les vies peuvent être imagées, comme par un champignon vert dans Super Mario Bros., ou être non-apparents, comme dans Super Mario Kart.